# Белградски лицей
Лицеят на Княжество Сърбия е първото висше училище, в което се преподава на сръбски език.
Той е основан през 1838 г. по инициатива на княз Милош Обренович в Крагуевац. Когато Белград става сръбска столица през 1841 г., сръбският лицей е прехвърлен там. През 1863 г. лицеят е превърнат във висше училище.
Първоначално в лицея се развиват само философски и юридически факултети. През 1845 г. Вук Маринкович основава отдели по естествени и технически науки, а през 1853 г. е създадена Катедра по химия, който става ядрото на химическия факултет на Белградски университет. Лабораторията по химия към катедра е развита в мазето на конака на принцеса Любица.
Първият випуск се състои от 21 студенти, 17 от които успешно завършват обучение. В първия период всеки випуск съдържа между 20 и 30 студенти. Много от учениците не са в състояние да завършат обучението си поради финансови или здравословни причини. След дипломирането някои от завършилите получават правителствени стипендии за продължаване на образованието си в чужбина. Те са длъжни да работят за правителството впоследствие.
Първата Студентска организация в Сърбия е Асоциацията на сръбската младеж (на сръбски: Дружина младежи српске), създадена в лицея през 1847 г., но скоро забранена поради своята политическа критика.

## Преподаватели
- Йован Стерия Попович
- Джуро Даничич
- Йосиф Панчич
- Матия Бан
- Димитрие Нешич
- Михайло Рашкович
- Любомир Ненадович

## Възпитаници
- Ачим Чумич – сръбски политик,
- Константин Павлов – български лекар и революционер,
- Милан Пирочанац – сръбски политик.